# Sealink

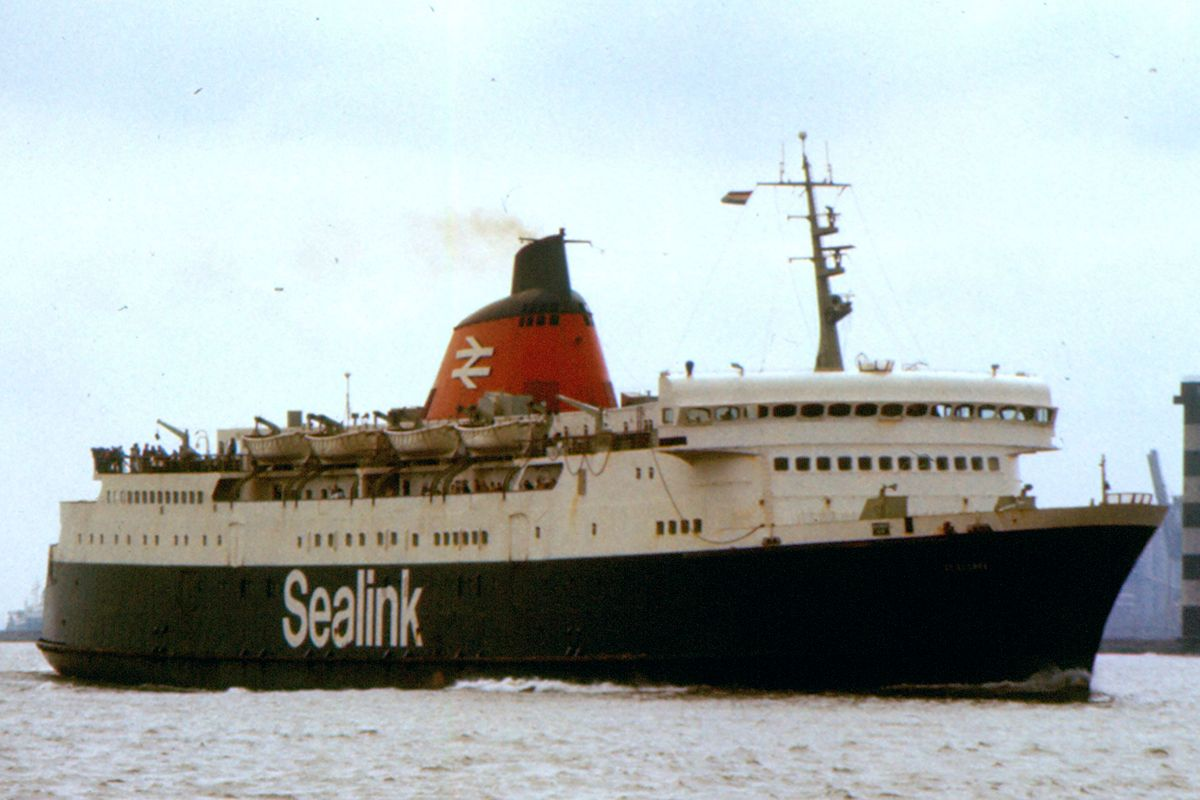
St. George in Hoek van Holland, 1 augustus 1980

Sealink was de handelsnaam waaronder de Britse staatsspoorwegmaatschappij British Rail tussen 1970 en 1984 diverse veerdiensten vanuit het Verenigd Koninkrijk naar Frankrijk, België, Nederland, de Kanaaleilanden, het eiland Wight en Ierland onderhield. Vanaf 1979 werd deze naam ook als bedrijfsnaam gebruikt. Na overname bleef de naam "Sealink" tussen 1985 en 1995 nog deel uitmaken van de handelsnamen van de nieuwe eigenaren.

## Oprichting
In 1970 introduceerde British Rail de handelsnaam "Sealink" voor zijn veerdiensten, een naam die ook op de romp van de schepen werd aangebracht. British Rail exploiteerde de veerdiensten aanvankelijk zelf, maar bracht ze in 1968 onder bij een afzonderlijke "Shipping and International Services Division". Op 1 januari 1979 werd deze divisie verzelfstandigd tot Sealink UK Ltd.

## Routes
- Ierse Zee
  - Holyhead-Dún Laoghaire
  - Holyhead-Belfast/Dublin
  - Fishguard-Rosslare
  - Stranraer-Larne

- Man
  - Heysham-Douglas

- Kanaaleilanden
  - Weymouth-Guernsey/Jersey
  - Portsmouth-Guernsey/Jersey

- Wight
  - Portsmouth-Ryde
  - Portsmouth-Fishbourne
  - Lymington-Yarmouth

- Kanaal
  - Dover-Calais
  - Dover-Boulogne
  - Folkestone-Calais
  - Folkestone-Boulogne
  - Newhaven-Dieppe
  - Weymouth-Cherbourg
  - Dover-Duinkerke
  - Dover/Folkestone-Oostende

- Noordzee
  - Harwich-Hoek van Holland
  - Harwich-Zeebrugge
  - Harwich-Duinkerke

De veerdiensten binnen het Verenigd Koninkrijk en naar Ierland werden geheel in eigen beheer uitgevoerd, de veerdiensten naar andere landen in samenwerking met plaatselijke maatschappijen: in Frankrijk de Franse nationale spoorwegmaatschappij Société Nationale des Chemins de fer Français (SNCF), in België de Regie voor Maritiem Transport / Regie des Transports Maritimes (RMT/RTM) en in Nederland de Stoomvaart Maatschappij Zeeland voor de dienst op Hoek van Holland.

## Verkoop
In 1984 werd Sealink UK Ltd verkocht aan Sea Containers Ltd, waarna de handelsnaam "Sealink British Ferries" werd. In 1991 volgde verkoop aan Stena Line, die de diensten eerst onder "Sealink Stena Line" en later "Stena Sealink" uitvoerde. In 1995 bracht Stena Line alle voormalige Sealink-diensten onder de gemeenschappelijke moedernaam "Stena Line".
- Bibliothèque nationale de France: cb12582430g (data)
- Système universitaire de documentation: 086927027
- Virtual International Authority File: 157093059